# Mediolanum (Zug)
Mediolanum war der Name eines Trans-Europ-Expresses (TEE), der von 1957 bis 1984 zwischen München und Mailand verkehrte und der in den ersten Jahren seines Bestehens wegen geringer Flugbewegungen zwischen den beiden Städten das Flugzeug ersetzen sollte. Er gehörte von Beginn an zum europaweiten TEE-Netz und befuhr immer die gleiche Strecke. „Mediolanum“ ist der lateinische Name der Stadt Mailand.

## Geschichte
Der erste TEE Mediolanum startete am 15. Oktober 1957 von Mailand über Verona, Trient, Bozen, Brenner, Innsbruck und Kufstein nach München, zunächst unter der Zugnummer TEE 395/396. In Österreich, dessen Bahn ÖBB damals dem TEE-Abkommen noch nicht beigetreten war, wurde der TEE als Zuggattung TS (Triebwagen-Schnellzug) geführt und als Transitverkehr betrachtet.
Zu Beginn benötigte der Zug für die Fahrt zwischen beiden Endpunkten sieben Stunden und 20 Minuten, in der Gegenrichtung sogar noch 14 Minuten länger. Allein auf die Zwischenhalte entfielen 31 Minuten, der Grenzaufenthalt am Brenner dauerte eine Viertelstunde. Für die in Österreich zurückzulegende Strecke waren (samt zwei Minuten Aufenthalt in Innsbruck) eine Stunde und 27 Minuten eingeplant. In Mailand wurde morgens zwischen sechs und sieben Uhr gestartet, in München stets um 16 Uhr.
Von 1958 bis 1968 wurde zusätzlich Rovereto bedient. Die Zugnummer änderte sich in 393/395. Eine weitere Änderung der Zugnummer fand 1960 bis 1964 statt, als der Mediolanum zwischen Mailand und Verona mit einem Zugteil von und nach Venedig gemeinsam verkehrte. In Italien lautete die Zugnummer nun entsprechend den dortigen Gepflogenheiten MV und VM in der Gegenrichtung. Als nach 1967 die Zugläufe wieder getrennt wurden, verkehrte der Mediolanum als TEE 17/18. Ab 1971 wurde zum Sommerfahrplanbeginn die Zugnummer in TEE 84/85 umgewandelt. Unter dieser fuhr der TEE bis zu seinem Ende im Mai 1984.

### Zug- und Wageneinsatz
Zu Beginn wurden im Zuglauf des Mediolanum neu entwickelte Diesel-Doppel-Triebwagen der italienischen Staatsbahn FS der Baureihe Aln 442/448 eingesetzt, von 1960 bis 1964 zwischen Mailand und Verona gekoppelt mit dem Elektrotriebwagen ALe 601 nach Venedig. Die Kritik an der italienischen Garnitur nahm im Laufe der Zeit zu, da sie weder über eine Klimaanlage, noch über ein Speiseabteil verfügte, nur Sitzplatzservice bot, der mechanische Dieselantrieb relativ laut war und die Sitzplatzkapazität nicht immer ausreichte. Einen Antrag der Deutschen Bundesbahn (DB), den innerdeutschen Fernschnellzug (F) Blauer Enzian (Hamburg – München) mit dem Mediolanum zu einem Zuglauf zu verknüpfen, lehnte die Internationale Fahrplankonferenz in den 1960er Jahren ab.

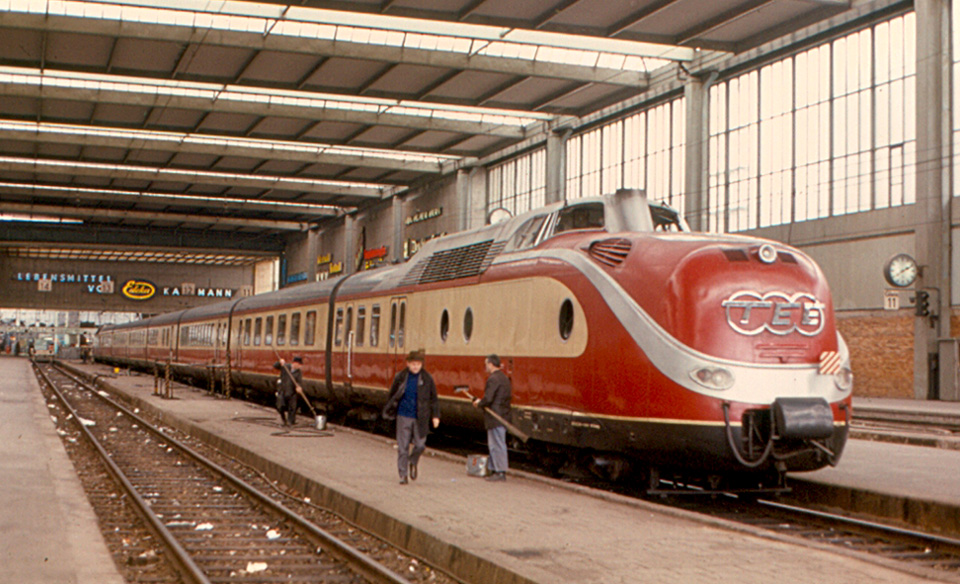
TEE 17 Mediolanum mit DB-Baureihe 601 1970 in München Hbf. Mit diesem Triebzug verkehrte der Mediolanum 1969 bis 1972.

Erst ab 1969 kamen frei gewordene TEE-Triebwagen der deutschen Baureihe 601 im Zuglauf zum Einsatz. Planmäßig bestand wegen der schwierigen Brennerstrecke eine solche Garnitur aus nur drei Abteil-, einem Speise- sowie einem Großraumwagen zwischen den beiden Triebköpfen. Bedarfweise konnte ein sechster Wagen eingestellt werden. Bei Talfahrten gab es Probleme mit heißen Bremsscheiben. Jedoch konnten die Fahrzeiten in beiden Richtungen um fast eine Stunde gekürzt werden. Dieser Einsatz währte nur drei Jahre.

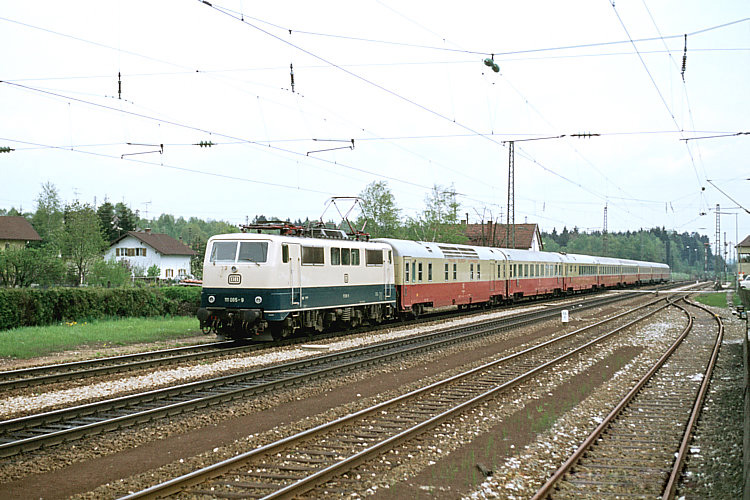
TEE 84 Mediolanum mit DB-Baureihe 111 und TEE-Wagen der FS 1977 in Großkarolinenfeld. In dieser Zusammenstellung verkehrte der Mediolanum 1974 bis 1982.

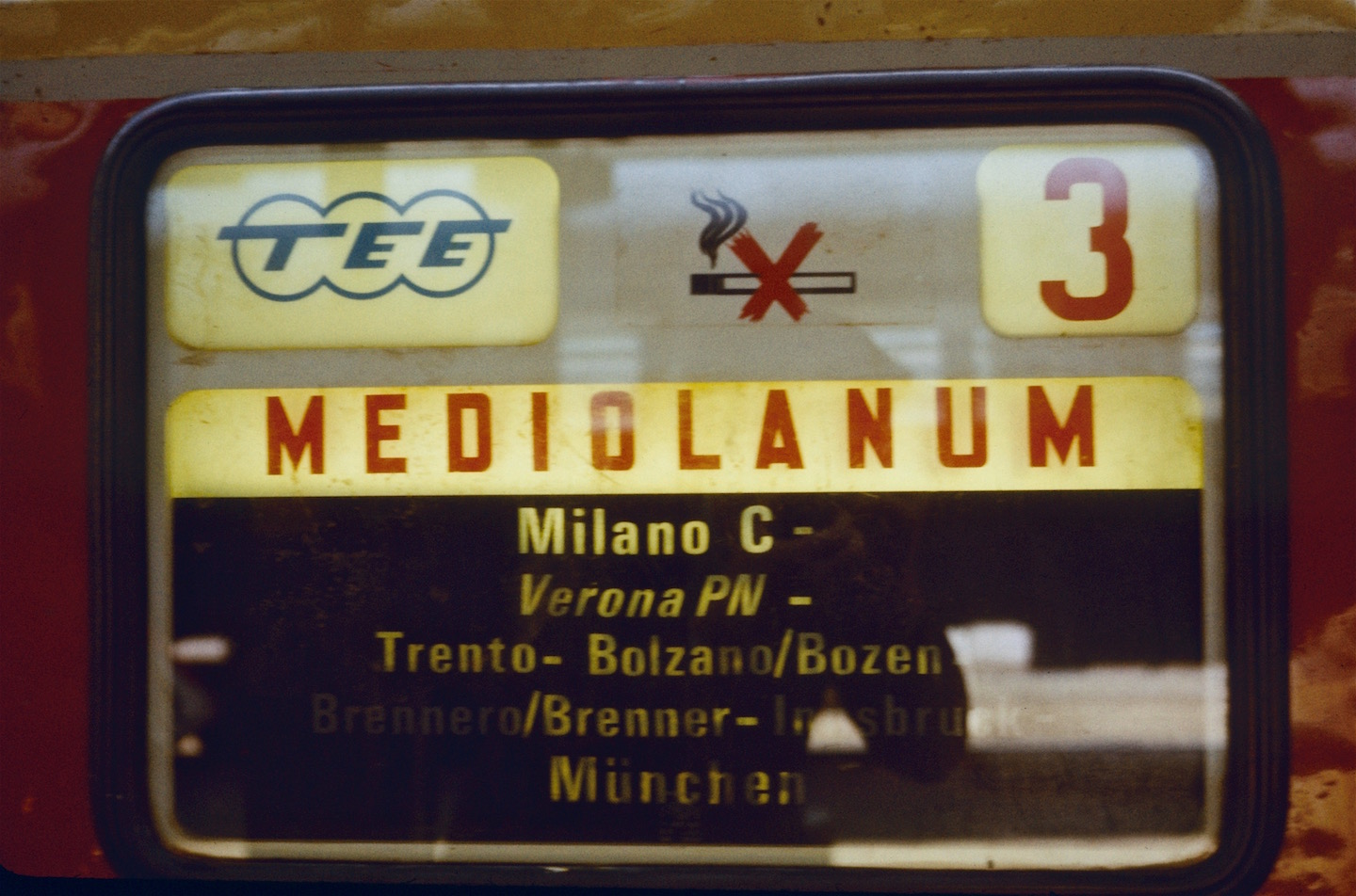
Zuglaufschild im Jahr 1982

Am 20. August 1972 wurde der Zug auf neu gebaute 26,4 Meter lange TEE-Wagen der FS umgestellt (FS TEE Gran Conforto). Die Serie bestand aus Abteilwagen Az, Großraumwagen Apz, einem Speisewagen WRz, der von der Internationalen Schlafwagen-Gesellschaft (ISG) bewirtschaftet wurde, sowie einem kombinierten Generator-/Gepäckwagen Dz zur Stromversorgung des Zuges. Auf der Strecke München – Brenner wurde meistens eine 110.3, „Bügelfalte“, eingesetzt. Ab 1974 wurde eine neue Lok der Baureihe 111 vor dem Zug gespannt. Ab 1982 bis zum Ende 1984 übernahmen österreichische E-Loks der Reihe 1044 die Bespannung, auf italienischer Seite Elektrolokomotiven der Baureihe E.444, später E.656. Die TEE-Wagen der FS wurden nach dem Ende des TEE-Verkehrs umgebaut und im Inlandverkehr eingesetzt.

### Unfall
Einen größeren Unfall verzeichnet die Chronik des TEE Mediolanum am 28. März 1964, als der Zug in Kufstein frontal mit einer E-Lok der ÖBB-Baureihe 1010.1 zusammenstieß.

### Umleitungen
Bei Umleitungen konnte der Mediolanum über die Mittenwaldbahn Innsbruck – Garmisch-Partenkirchen – München oder bei Sperrungen am Brenner auch über die Gotthardbahn und Zürich – Lindau verkehren.

### InterCity/EuroCity
Mit Beginn des Sommerfahrplans 1984 wurde der Mediolanum durch den von München nach Mailand verlängerten InterCity Nymphenburg ersetzt, der seinen Namen in Mediolanum änderte. Abgelöst wurde der Zug durch einen EuroCity, der bis 2011 als EC 88/89 Leonardo da Vinci zwischen München und Mailand verkehrte. Hinzu kamen drei weitere EC-Züge, zwei Zugpaare zwischen München und Verona als Garda (EC 80/81) und Paganini (EC 82/83), der EC 86/87 Tiepolo München–Venedig und der EC 84/85 mit der alten Mediolanum-Zugnummer, Michelangelo, München–Rom.
Ab 2009 fielen die individuellen Zugnamen weg, die Züge wurden fortan unter der gemeinsamen Bezeichnung DB-ÖBB-EuroCity mit Wagenmaterial der ÖBB geführt. Der neue Endbahnhof des EC 88/89 war Milano Porta Garibaldi. Seit 2011 gibt es tagsüber keine umsteigefreie Verbindung zwischen München und Mailand mehr, die EC 80 bis 89 verkehren von München bis Verona, mit Anschluss an einen Frecciarossa bzw. Frecciabianca nach Mailand, sowie teilweise weiter bis Venedig, Bologna und Rimini (und zurück).

### Gotthardbahn-Mediolanum
Der Zugname erhielt in den frühen 2000er-Jahren eine Renaissance, allerdings auf der Gotthardbahn als InterCity-Zuglauf Basel SBB – Luzern – Milano Centrale. Während auf der Hinfahrt nach Mailand nur die „normalen“ IC-Halte wie Arth-Goldau, Bellinzona, Lugano, Chiasso oder Como S. G. bedient wurden, hielt der Zug auf der abendlichen Rückfahrt in die Schweiz auch in Bahnhöfen wie Faido, Airolo, Göschenen, Erstfeld, Schwyz oder Rotkreuz. 2004 wurde der Halt in Schwyz aufgegeben, stattdessen hielt der Zug dann in Flüelen. 2005 übergaben die SBB und die Trenitalia den Betrieb des IC Mediolanum an die Cisalpino AG, von nun an figurierte der Zug als EC Cisalpino Mediolanum.
2008 wurde der Zug durch einen namenlosen Cisalpino ersetzt und nach Zürich HB, die Zughalte zwischen Bellinzona und Arth-Goldau, sowie die Linie Arth-Goldau–Basel SBB wurden durch einen parallel verkehrenden InterRegio ersetzt. Nach der Auflösung der Cisalpino AG verkehrt dieser Zug zwar wieder als EuroCity, jedoch namenlos.